# Kaiser-Wilhelm-Museum
Koordinaten: 51° 19′ 49″ N, 6° 33′ 34″ O
Das Kaiser-Wilhelm-Museum ist das Hauptgebäude der Kunstmuseen Krefeld, deren Schwerpunkt auf der Kunst aus der zweiten Hälfte des 20. Jahrhunderts liegt. Der Bau wurde 1899 eingeweiht ist als Baudenkmal der Stadt Krefeld geschützt.

## Geschichte
Bereits im Jahre 1872 regte der Krefelder Architekt Hugo Koch an, anstatt eines Standbildes für Kaiser Wilhelm I. ein Museum zu errichten. Jedoch war die Zeit noch nicht reif für derartige Ideen, und so entstand noch zu Lebzeiten des Kaisers eine Skulptur, welche am 27. Juni 1880 im Stadtgarten an der St.-Anton-Straße enthüllt wurde. Im Zweiten Weltkrieg zerstörten Bomben die Bronzeplastik.
Schulrat Hermann Keussen griff nach dem Tod des Kaisers 1888 die Anregung Kochs wieder auf, ein Kaiser-Wilhelm-Museum zur Pflege von Werken des Friedens, der Kunst, Bildung und Gesittung zu errichten. Der Vorschlag stieß in Krefeld auf offene Ohren, und innerhalb weniger Monate erreichten die Sammlungen des Ausschusses für die Errichtung eines Kaiser-Wilhelm-Denkmals einen Barbetrag von 365.000 Mark. Aufgrund der anfänglich nur spärlich fließenden Spenden befürchtete man zunächst, dass das Projekt nicht finanziert werden könne. Daher bat man einige bekannte Krefelder Bürger persönlich um eine Spende. Marianne Rhodius, Krefelds wohlhabendste Bürgerin, steuerte so allein 100.000 Mark aus ihrem Privatvermögen bei. Bis 1897 wurden seitens der Bürgerschaft 400.000 Mark für den Neubau des Museums aufgebracht.
Ein Streit um den Standort des Museums wurde 1890 zugunsten des Karlsplatzes am Westwall entschieden. Das Museumsgebäude entstand 1894–1897 nach Plänen von Hugo Koch im Stil des Eklektizismus. Die Bauleitung oblag dem Leipziger Stadtbaurat Burkart. Erster Direktor war von 1897 bis 1914 Friedrich Deneken.
Das Treppenhaus des Museums diente als Gedenkhalle für Kaiser Wilhelm I. Auf einem Absatz der großen Treppe stand in einer Nische das überlebensgroße Standbild aus Carrara-Marmor, das der Berliner Bildhauer Gustav Eberlein geschaffen hatte.
Der Museumsbau zitiert stilistisch die Palastarchitektur der italienischen Renaissance und fungiert als Hybrid aus Museum und Denkmal für Kaiser Wilhelm I.
Am 5. September 1899 fanden die Einweihung des Museums und die Enthüllung des Standbildes im Treppenhaus in Anwesenheit des Oberpräsidenten der Rheinprovinz, Berthold von Nasse, statt; Architekt Hugo Koch wurde der erste Leiter des Museums.
Die Exponate wurden nach und nach angekauft oder gingen als Schenkung an das Museum. So konnte im Jahr 1905 ein wertvolles großes Relief des italienischen Künstlers Jacopo Sansorino mit der Darstellung der Muttergottes erworben werden.

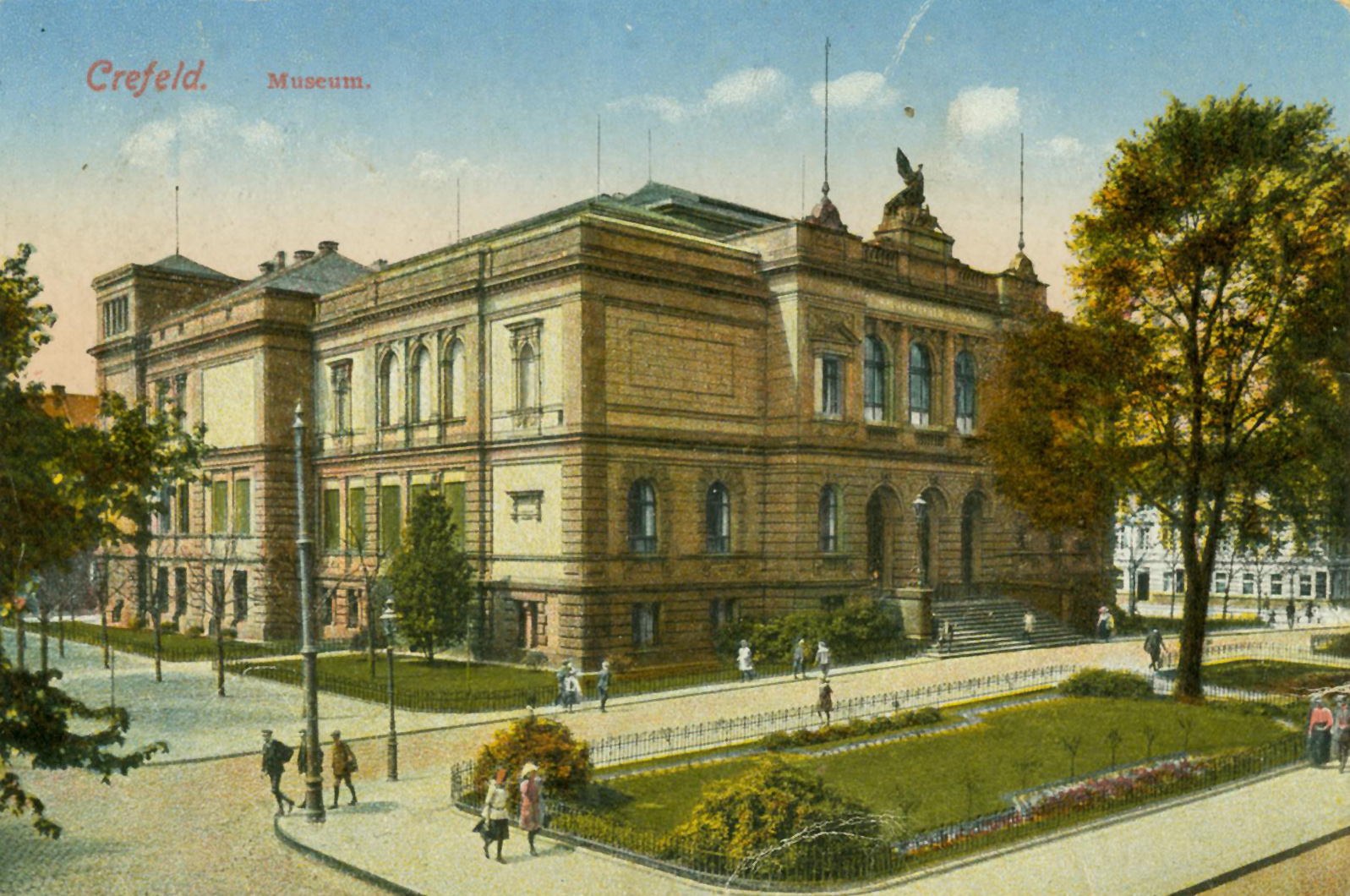
Kaiser Wilhelm Museum Krefeld, um 1910

Schnell erwies sich das als Ruhmeshalle um das Kaiserstandbild herum gestaltete Museum als zu klein. 1910–12 wurden der Nord- und Südflügel erweitert. 1942 wurde das Museum kriegsbedingt geschlossen, überstand den Krieg aber unbeschadet. 1960 schloss das Museum; von 1966 bis 1968 wurde es umgebaut. Dabei wurde die große Treppe durch eine leichtere, zeitgenössische Variante im Innenraum ersetzt, die Kaiser-Wilhelm-Statue aus dem Foyer entfernt und Decken in den Ausstellungsräumen abgehängt. Ab 1969 war das Museum wieder zugängig.
Das 1966 abgebaute und in der ehemaligen Husarenkaserne magazinierte Kaiserdenkmal erhielt am 24. Mai 1979 an der Nordseite des Museums einen neuen Standort im Freien. Dort wirkt die Statue, die auf Untersicht gearbeitet und deren Rückseite als Nischenfigur nicht ausgearbeitet ist, seither völlig deplatziert. Umwelteinflüsse wie Saurer Regen und Farbschmierereien lassen das Standbild verkommen.
Zwischen 2012 und 2016 wurde das Haus abermals saniert und gemäß internationalen Museumsstandards für Klima und Sicherheit ausgestattet. Dabei musste wiederum die Treppe einem Neubau weichen. Die Decken wurden wieder freigelegt und die Räume erhielten ihre ursprünglichen Proportionen zurück. Im zweiten Obergeschoss wurde 2015 das Wandgemälde Lebensalter von Johan Thorn Prikker mit seiner Darstellung des Kreislaufs des Lebens wieder sichtbar gemacht. Der Künstler hatte den Zyklus 1923 im Auftrag des damaligen Direktors Max Creutz in Seccomalerei geschaffen. Im April 2016 öffnete das Museum mit der Veranstaltung KWM pur in dem das umgebaute Gebäude drei Tage lang ohne Kunst der Öffentlichkeit präsentiert wurde. Am 2. Juli 2016 wurde das Museum mit einer Ausstellung unter dem Titel Das Abenteuer unserer Sammlung I feierlich wiedereröffnet.

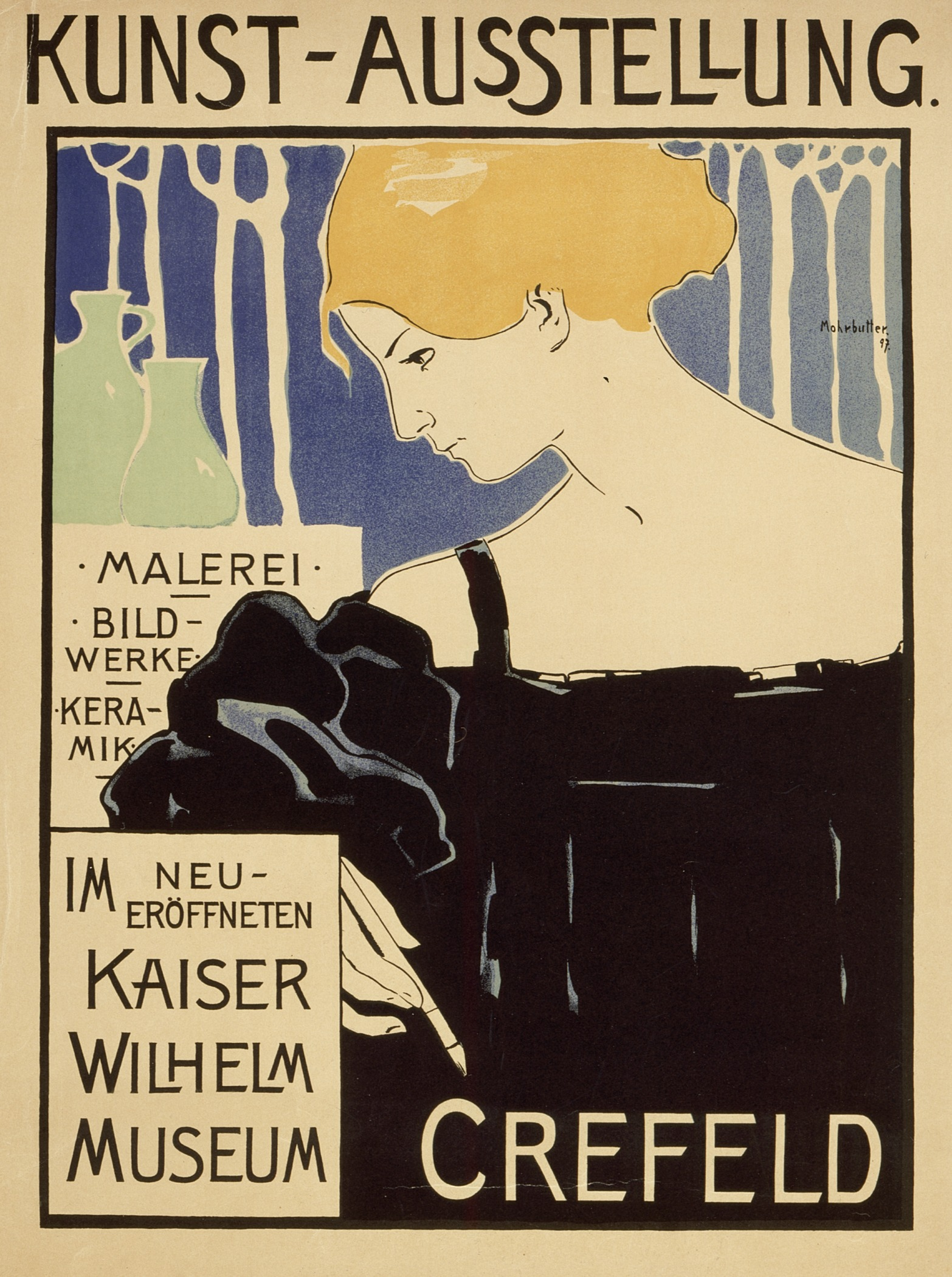
Ausstellungsplakat von Alfred Mohrbutter

## Sammlung (Auswahl)
Im Kaiser-Wilhelm-Museum werden Kunstwerke und Installationen aus der Sammlung der Kunstmuseen Krefeld gezeigt. Einen festen Platz im Museum hat der Beuys-Block des in Krefeld geborenen Joseph Beuys, eine einzigartige Werkgruppe aus sieben Objekten, die der Künstler 1984 selbst zu einem Ensemble verknüpft hat und seitdem unverändert geblieben ist.
Ebenso ist die Grafische Sammlung hier beheimatet. Im Grafischen Studienkabinett können sich Besucher auf Anfrage Blätter aus dem Fundus vorlegen lassen.